# NRP Barracuda
Le NRP Barracuda (S164) est un sous-marin de la marine portugaise. Il s'agit d'un sous-marin d'attaque à propulsion classique, il appartient à la classe Daphné. Ce sous-marin, de construction française, est sorti des Chantiers Dubigeon à Nantes. Il fait partie d'une commande de 4 sous-marins de classe Daphné.
Ce sous-marin a été transformé en navire musée après 40 ans de service. Il est installé dans une cale sèche à Cacilhas, juste à côté de la frégate Dom Fernando II e Glória.

### Source
- (pt) NSP Barracuda, sur Marinha.pt